# Križišće
Križišće je naselje u zaleđu Kraljevice, čijem sastavu administrativno pripada. Mjesto ima 99 stanovnika, prema popisu iz 2001. godine. Pripada poštanskom uredu 51241 Križišće.
Naselje se nalazi na cesti koja se spušta od Gornjeg Jelenja, odnosno od autoceste A6 Bosiljevo – Rijeka, preko Hreljina prema Jadranskoj turističkoj cesti. U naselju se nalazi čvorište puteva prema Krčkom mostu,  prema Crikvenici (Šmrika), te prema Triblju.

## Stanovništvo
| broj stanovnika | 32    | 38    | 56    | 79    | 118   | 119   | 115   | 175   | 88    | 89    | 88    | 98    | 88    | 86    | 99    | 85    | 79    |
|                 | 1857. | 1869. | 1880. | 1890. | 1900. | 1910. | 1921. | 1931. | 1948. | 1953. | 1961. | 1971. | 1981. | 1991. | 2001. | 2011. | 2021. |

## Poznate osobe
- Martin Bubanj, svećenik
- Josip Blažina Jožčenko, hrv. humorist, posljednji urednik katoličkog dnevnika, u. u Boliviji[4]